# Фитцпатрик, Иан (регбист)
Иан Фитцпатрик (англ. Ian Fitzpatrick, родился 25 августа 1994 года в Ратоте) — ирландский регбист, выступающий на позиции форварда в сборной Ирландии по регби-7. Игрок клуба «Лэнсдаун» и академии клуба «Ленстер».

## Биография
В детстве занимался гэльским футболом, регби занялся в возрасте 13 лет в школе King's Hospital. Представляет на клубном уровне «Лэнсдаун», также выступал за академию «Ленстера». Окончил в 2017 году университетский колледж Дублина со степенью бакалавра в области бизнеса и коммерции, а в 2019—2020 годах изучал кибербезопасность в Ирландском национальном колледже Дублина. Некоторое время работал консультантом по вопросам кибербезопасности в одной из фирм Дублина.
В 2014 году выступал за сборную Ирландии до 20 лет на молодёжном чемпионате мира в Новой Зеландии. В 2015 году дебютировал в сборной Ирландии по регби-7: в её составе Фитцпатрик стал серебряным призёром чемпионата Европы 2017 года, сыграл на чемпионате мира 2018 года, а также выиграл чемпионат Европы 2018 года (сыграл только на этапе в Москве). В том же 2018 году Фитцпатрик сыграл на Гонконгском турнире, который был отбором в Мировую серию сезона 2018/2019, однако ирландцы проиграли Японии 7:12 в полуфинале и остались без Мировой серии на следующий сезон.
В 2021 году попал в заявку сборной Ирландии на Токийскую Олимпиаду. Сыграл 4 матча, не набрав очков, и занял с командой 10-е место.